# 197. Infanterie-Division (Wehrmacht)
Die 197. Infanterie-Division war ein Großverband des Heeres der deutschen Wehrmacht.

## Geschichte

### Aufstellung
Die Division wurde am 1. Dezember 1939 im Wehrkreis XXI (Reichsgau Wartheland im besetzten Polen) bei Posen aufgestellt.

### Vernichtung
Am 22. Juli 1944 wurde die Division im Kessel von Witebsk bei der sowjetischen Angriffsoperation Bagration, die zum Zusammenbruch der deutschen Heeresgruppe Mitte führte, vollständig zerschlagen.

## Unterstellung und Einsatzräume
| Datum          | Armee                | Heeresgruppe | Einsatzraum   |
| Juli 1940      | XXXVII. Armeekorps   | z. Vfg.      | Niederlande   |
| März 1941      | 2. Armee & 11. Armee | HGr C        | Wehrkreis XII |
| August 1941    | 2. Panzerarmee       | HGr Mitte    | Smolensk      |
| September 1941 | 4. Armee             | HGr Mitte    | Wjasma        |
| November 1941  | 4. Panzerarmee       | HGr Mitte    | Moskau        |
| Juni 1942      | 4. Armee             | HGr Mitte    | Spas-Demensk  |
| Juli 1942      | 9. Armee             | HGr Mitte    | Rshew         |
| April 1943     | 4. Armee             | HGr Mitte    | Newel         |
| Januar 1944    | 3. Panzerarmee       | HGr Mitte    | Witebsk       |

## Gliederung
| ab 1939                                             | ab 1940                                                                       | ab 1943                                           |
| --------------------------------------------------- | ----------------------------------------------------------------------------- | ------------------------------------------------- |
| - Infanterie-Regiment 321 - Infanterie-Regiment 332 | - Infanterie-Regiment 321 - Infanterie-Regiment 332 - Infanterie-Regiment 347 | - Grenadier-Regiment 332 - Grenadier-Regiment 347 |
|                                                     |                                                                               | - Divisions-Bataillon 229                         |
| - leichte Artillerie-Abteilung 229                  | - Artillerie-Regiment 229                                                     | - Artillerie-Regiment 229                         |
|                                                     | - Pionier-Bataillon 229                                                       |                                                   |
|                                                     | - Panzerabwehr-Abteilung 229                                                  |                                                   |
|                                                     | - Infanterie-Divisions-Nachrichten-Abteilung 229                              |                                                   |
|                                                     | - Infanterie-Divisions-Nachschubführer 229                                    |                                                   |
|                                                     |                                                                               | - Feldersatz-Bataillon 229                        |

## Kommandeure
| Dienstgrad                   | Name                   | Datum                                                      |
| ---------------------------- | ---------------------- | ---------------------------------------------------------- |
| Generalleutnant              | Hermann Meyer-Rabingen | 01. Dezember 1939 bis 31. März 1942                        |
| Oberst                       | Ehrenfried Oskar Boege | 12. Februar bis 31. März 1942 (mit der Führung beauftragt) |
| Generalmajor/Generalleutnant | Ehrenfried Oskar Boege | 01. April 1942 bis 15. November 1943                       |
| Generalleutnant              | Eugen Wößner           | 15. November 1943 bis 13. März 1944                        |
| Oberst                       | Hans Hahne             | 14. März bis 24. Juni 1944 (mit der Führung beauftragt)    |